# 9509 Амфортас
9509 Амфортас (3453 T-3, 1990 EQ4, 9509 Amfortas) — астероїд головного поясу.
Тіссеранів параметр щодо Юпітера — 3,556.